# Municipio de La Trinitaria
El Municipio de La Trinitaria es uno de los 124 municipios que conforman el estado mexicano de Chiapas, su cabecera municipal es la ciudad de La Trinitaria. Ubicado a 162 km de  Tuxtla Gutiérrez capital del estado.

## Toponimia
En tiempos prehispánicos, el nombre original de la antigua ciudad amerindia, que hoy se denomina Chincultik, era Zapaluta (que en nahoa significa Caminos de enanos). Durante siglos, ese también fue el nombre de la región anexa a Comitán y de la localidad que se convirtió en su actual cabecera municipal. En 1911, el gobernador chiapaneco Flavio Guillén decretó que la futura cabecera municipal se llamara La Trinitaria por la feria anual en honor al Santo Patrono del Pueblo, la Santísima Trinidad, tan famosa en la región. Actualmente, los tojolabales le denominan al municipio, "Tierra de plátanos".

## Geografía

### Límites
Las coordenadas extremas del municipio son: al norte 16°13' de latitud norte; al sur 15°45' de latitud; al este 91°22' de longitud oeste; al oeste 92°13' de longitud. El municipio de La Trinitaria colinda con los siguientes municipios:
- Al norte: La Independencia y Las Margaritas.
- Al este: Huehuetenango, Guatemala.
- Al sur: Frontera Comalapa.
- Al oeste: Socoltenango y Tzimol y Comitán de Domínguez.

### Clima
Su clima predominante es semicálido subhúmedo con lluvias en verano.  

### Vegetación
La vegetación corresponde en su mayoría al tipo de bosque de pino – encino. En este municipio se encuentra el parque nacional Lagunas de Montebello, atractivo natural visitado por la belleza de sus lagunas, y por las cavernas del Puente de Dios. Colinda con Guatemala, abarca 60.22 km² y se ubica a 40 km de distancia de la cabecera municipal, por la carretera La Trinitaria-Lagos de Montebello. Sus límites geográficos son: 16º04'30'' y 16º09'45'' de latitud norte; 91º38'04'' y 91º43'00'' de longitud oeste. En el municipio también se encuentra el área natural Lagos de Colón, también visitada por sus lagunas y cascadas, y además por la zona arqueológica de Jomanil (con vestigios de antiguos asentamientos mayas). Lagos de Colón se ubica en el ejido Cristóbal Colón, abarca 350 ha y está a 51 km de distancia de la cabecera municipal.

### Hidrografía
La red hidrológica se compone principalmente por los ríos Grijalva, Lagartero, San Gregorio y Blanco. El parque nacional Lagunas de Montebello se compone de 68 lagunas de las cuales sólo 12 son accesibles por caminos para el turismo. La laguna la cual es la más grande es la de Tziscao, con una longitud de 7 km y ubicada en la frontera con Guatemala. La Laguna de Montebello es el más conocida y le da nombre a este parque nacional. Otras lagunas son: Esmeralda, Ensueño, Encantada, Bosque Azul, Agua tinta, Pojoj, Cinco Lagos, San Lorenzo y San José. El área natural Lagos de Colón se compone por 44 lagunas, las más conocidas son: Las Garzas, La Ceiba, Bosque Azul, Agua Tinta, Ixshal, Vista Hermosa y Cristal (la más famosa y hermosa). También tiene las cascadas de: Las Lluvias del Norte, Brisas del Sumidero y Grutas del Arco,
además de la Laguna del Carmen.

## Demografía
De acuerdo con los resultados del Censo de Población y Vivienda de 2020 realizado por el Instituto Nacional de Estadística y Geografía, la población total de La Trinitaria es de 83 111 habitantes, de los cuales 40 112 son hombres y 42 999 son mujeres.

### Localidades
En el censo de 2020 el municipio de La Trinitaria contaba con 436 localidades.
| Código INEGI      | Localidad             | Población (2020) |
| ----------------- | --------------------- | ---------------- |
| 070990001         | La Trinitaria         | 11 055           |
| 070990114         | Lázaro Cárdenas       | 4 458            |
| 070990172         | El Porvenir Agrarista | 2 824            |
| 070990136         | José María Morelos    | 2 797            |
| 070990073         | La Esperanza          | 2 669            |
| 070990099         | Miguel Hidalgo        | 2 473            |
| 070990490         | Rodulfo Figueroa      | 2 162            |
| 070990059         | Las Delicias          | 2 065            |
| 070990313         | Tziscao               | 1 939            |
| 070990005         | Álvaro Obregón        | 1 934            |
| 070990662         | La Gloria             | 1 890            |
| 070990286         | Santa Rita            | 1 537            |
| 070990176         | El Progreso           | 1 500            |
| 070990689         | Nueva Libertad        | 1 397            |
| 070990316         | Unión Juárez          | 1 222            |
| 070990056         | Chihuahua             | 1 138            |
| 070990036         | Carmen Xhán           | 1 131            |
| Otras localidades | Otras localidades     | 38 920           |
| Total municipal   | Total municipal       | 83 111           |